# Chieko Asakawa
Chieko Asakawa (浅川 智恵子, Asakawa Chieko), née en 1958, est une scientifique japonaise de l'informatique, non-voyante, connue pour ses recherches en accessibilité pour IBM Research. Elle développe un plug-in de navigateur Netscape, le IBM Home Page Reader, qui devient le système de navigateur parlant le plus utilisé. Elle reçoit de nombreux prix industriels et gouvernementaux.

## Formation et débuts professionnels
Chieko Asakawa naît en 1958 avec une vue normale, mais à l'âge de 11 ans elle heurte le côté d'une piscine avec son œil gauche ce qui endommage son nerf optique ; elle perd progressivement la vue et devient complètement aveugle à 14 ans,.
Elle obtient un baccalauréat en littérature anglaise à l'université Otemon Gakuin d'Osaka en 1982, puis commence un cours de programmation informatique de deux ans pour les aveugles utilisant un Optacon pour traduire les impressions en sensation tactile. Elle rejoint IBM Research pour un poste temporaire en 1984, et y devient chercheuse permanente l'année suivante,. En 2004, elle obtient un doctorat en ingénierie de l'université de Tokyo.

## Contributions
Les projets de recherche de Chieko Asakawa incluent le développement d'un traitement de texte pour les documents Braille, le développement d'une bibliothèque numérique pour les documents Braille, le développement d'une application pour améliorer l'accessibilité des services de streaming, le développement d'un plug-in de navigateur Netscape qui convertit le texte en parole et fournit un meilleur mécanisme de navigation web pour les personnes aveugles, et le développement d'un système permettant aux concepteurs de sites Web voyants d'appréhender le Web comme des personnes aveugles,,. Son plug-in de navigateur devient en 1997 un produit d'IBM, le IBM Home Page Reader, et en l'espace de cinq ans, il devient le système « Web-to-speech » le plus largement utilisé.
Les recherches ultérieures de Chieko Asakawa portent sur le contrôle d'accessibilité du contenu multimédia, les changements technologiques et sociaux qui permettraient aux personnes âgées de travailler pendant plus longtemps avant de prendre leur retraite,, et le développement de technologies pour rendre le monde physique plus accessible aux aveugles. Chieko Asakawa travaille sur un robot valise léger aidant les personnes aveugles à se déplacer sur un terrain difficile.

## Récompenses et honneurs
Chieko Asakawa est inscrite en 2003 au « Temple international de la renommée des femmes en technologie (en) ». Elle devient en 2009 « IBM Fellow », le plus grand honneur d'IBM pour ses employés, devenant ainsi la cinquième personne japonaise et la première femme japonaise à recevoir cet honneur.
En 2011, l'Institut Anita Borg pour les femmes et la technologie lui a décerné son prix des femmes visionnaires,. Elle est conférencière principale à la quatrième conférence internationale sur le développement de logiciels pour améliorer l'accessibilité et lutter contre l'info-exclusion (DSAIE 2012). En 2013, le gouvernement japonais lui a décerné sa médaille d'honneur avec ruban violet. Un article qu'elle a écrit en 1998 avec Takashi Itoh décrivant leur travail sur les interfaces utilisateur Web pour les personnes aveugles a remporté le prix ACM Sigaccess Impact 2013. En 2017, elle est élue membre étranger de la National Academy of Engineering aux États-Unis.